# Army Life; or, How Soldiers Are Made: Mounted Infantry
Army Life; or, How Soldiers Are Made: Mounted Infantry je britský němý propagandistický film z roku 1900. Režisérem je Robert W. Paul (1869–1943). Film trvá asi půl minuty a premiéru měl 18. září 1900 v divadle Alhambra v Londýně.
Původně dvouhodinový program byl rozdělený do dvou částí. První část zahrnovala proces od náboru po počáteční výcvik a obsahovala pět sekcí, zatímco druhá, ze které se dochaval krátký fragment, prozkoumávala různá odvětví armády.

## Děj
Půlminutový fragment zachycuje vojsko, jak se pohybuje na cválajících koních po pláni.